# 森崎貝塚
森崎貝塚（もりさきかいづか）は、徳島県鳴門市大麻町大谷森崎にある縄文時代の貝塚遺跡である。徳島県指定史跡。
座標: 北緯34度09分31.3秒 東経134度32分43.5秒 / 北緯34.158694度 東経134.545417度

## 概要
縄文時代中期から後期にかけての貝塚。1971年（昭和46年）3月、南九州大学・鈴木重治の指導のもとで発掘調査が行われ3層の貝層が確認された。
その際に縄文土器、石錘、石匙、骨製ヘアピン、鹿の骨・角・歯、イルカの骨、魚の骨、ハイガイ、シジミ、アカニシ、カガミガイ、カキ、バイ等が出土した。形の観察から、さらに長さ70～80m・幅10mほどの規模があったと推定される。徳島県下の沖積地での縄文時代の代表的な遺跡。
特にハイガイが多量に出土しており、そのことからこの付近が海であり現在より温暖であることなどがわかった。現在、出土物は徳島県立博物館に展示されている。
1974年（昭和49年）8月30日に徳島県史跡に指定される。